# Dent de Folliéran
Dent de Folliéran är en bergstopp i Schweiz.   Den ligger i distriktet Gruyère och kantonen Fribourg, i den sydvästra delen av landet, 50 km söder om huvudstaden Bern. Toppen på Dent de Folliéran är 2 340 meter över havet, eller 279 meter över den omgivande terrängen. Bredden vid basen är 1,6 km.
Terrängen runt Dent de Folliéran är bergig åt sydväst, men åt nordost är den kuperad. Närmaste större samhälle är Bulle, 11,7 km nordväst om Dent de Folliéran. 
I omgivningarna runt Dent de Folliéran växer i huvudsak blandskog. Runt Dent de Folliéran är det ganska glesbefolkat, med 42 invånare per kvadratkilometer.